# Sigmatomera victoriae
Sigmatomera victoriae là một loài ruồi trong họ Limoniidae. Chúng phân bố ở miền Australasia.